# It Started in Naples
It Started in Naples é um filme norte-americano de 1960, do gênero comédia dramática, dirigido por Melville Shavelson e estrelado por Clark Gable e Sophia Loren.
Começou em Nápoles assinala o retorno de Sophia Loren à Europa, depois de alguns anos "decepcionantes" em Hollywood. Por outro lado, o filme é o penúltimo rodado por Clark Gable, que faleceu trÊs meses após seu lançamento.

## Sinopse
O advogado Michael Hamilton chega a Nápoles para colocar em ordem os negócios do irmão, morto em acidente de automóvel, juntamente com a esposa. Michael planeja levar para os Estados Unidos o filho do casal, Nando, mas sofre a objeção de Lucia, a tia do menino, que quer ficar com ele. Os dois brigam na Justiça pela custódia do órfão, porém um cheiro de romance começa a ser sentido no ar...

## Principais premiações
| Patrocinador                                            | Prêmio       | Categoria                                                                          | Situação |
| ------------------------------------------------------- | ------------ | ---------------------------------------------------------------------------------- | -------- |
| Academia de Artes e Ciências Cinematográficas           | Oscar        | Melhor Direção de Arte (em cores)                                                  | Indicado |
| Associação de Correspondentes Estrangeiros de Hollywood | Golden Globe | Melhor Filme - Comédia ou Musical Melhor Atriz - Comédia ou Musical (Sophia Loren) | Indicado |

## Elenco
| Ator/Atriz        | Personagem       |
| ----------------- | ---------------- |
| Clark Gable       | Michael Hamilton |
| Sophia Loren      | Lucia Curcio     |
| Vittorio De Sica  | Mario Vitale     |
| Marietto          | Nando Hamilton   |
| Paolo Carlini     | Renzo            |
| Giovanni Filidoro | Gennariello      |
| Claudio Ermelli   | Luigi            |
| Bob Cunningham    | Don McGuire      |